# Pistolet maszynowy MP 34
Maschinenpistole 34(ö). (MP 34(ö), Solothurn S1-100) – niemiecki pistolet maszynowy skonstruowany przez wytwórnię Rheinmetall, produkowany przez szwajcarską firmę Solothurn AG i austriacką Steyr.
Nie jest to ta sama konstrukcja co MP 34 konstrukcji Hugo Schmeissera z zakładów Bergmanna w Suhl, znana także pod oznaczeniami MP 34 Bgm (Bgm – skrót od Bergmann) lub Bgm 34. Broń ta była produkowana w Danii pod nazwą BMK 32 (przyjęta na uzbrojenie armii duńskiej), a po wybuchu wojny przyjęta na wyposażenie Waffen-SS również pod oznaczeniem MP 34. Na pierwszy rzut oka pistolety obu typów wyglądają bardzo podobnie.

## Historia
Pistolet maszynowy zaprojektowany w 1924 roku w biurze konstrukcyjnym firmy Rheinmetall z Düsseldorfu przez Louisa Stange.
Ze względu na zakaz produkowania broni automatycznej przez Niemcy zawarty w traktacie wersalskim produkcję pistoletu uruchomiono w należącej do Rheinmetall szwajcarskiej firmie Solothurn.
Konstrukcja broni była nieco podobna do pistoletu MP 28 konstrukcji Hugo Schmeissera, z magazynkiem z lewej strony, perforowaną osłoną lufy i drewnianą kolbą (kolba MP 28 była odrobinę smuklejsza). Od wersji Steyr 30 z lewej strony znajdował się także przełącznik rodzaju ognia na ciągły lub pojedynczy. Z prawej strony lufy można było zamocować bagnet.
Produkowany w Szwajcarii pistolet nosił oznaczenie Solothurn S1-100. Od 1930 do 1940 roku produkowano go także w austriackiej fabryce Steyr. Sprzedażą pistoletu zajęła się spółka SWS (Solothurn Waffen – Steyr) z siedzibą w Zurychu w Szwajcarii. Nabywcami broni były głównie kraje Ameryki Południowej takie jak Chile, Salwador, Boliwia, Urugwaj. Chrzest bojowy pistoletu (na amunicję .45 ACP) miał miejsca na początku lat 30. XX wieku podczas wojny o Gran Chaco. Broń w wersji strzelającej amunicją Mausera kalibru 7,63 x 25 mm Mauser sprzedawano do Chin i Japonii. W 1930 roku w wersji Steyr 30 strzelającej nabojem 9 x 23 Steyr został przyjęty na uzbrojenie policji austriackiej. W roku 1934 także armia austriacka wprowadziła go na uzbrojenie, ale w jeszcze innej wersji Steyr 34 na nabój 9 mm Mauser.
W 1935 roku uzbrojono w pistolet Steyr-Solothurn na amunicję 7,65 mm Parabellum policję portugalską. Broń tę oznaczono jako Steyr m/935.
Po aneksji Austrii przez hitlerowców w 1938 roku produkowane przez Steyra pistolety (tylko kalibru 9 × 19 Para) zostały przyjęte na uzbrojenie niemieckich jednostek policyjnych, oddziałów SS i jednostek drugiej linii. W nomenklaturze niemieckiej nazywano tę broń Steyr-Solothurn lub MP 34(ö) od niemieckiego Österreich – Austria. Broń produkowana od 1939 do 1940 nie posiadała uchwytu bagnetu i wykonywana była tylko w jednej wersji na amunicję 9 x 19 mm Parabellum.

## Opis konstrukcji
Pistolet maszynowy MP 34 był indywidualną bronią automatyczną działającą na zasadzie odrzutu swobodnego zamka. Strzelanie z zamka otwartego, ogniem pojedynczym lub ciągłym. Przełącznik rodzaju ognia po lewej stronie komory zamkowej. Zasilanie z magazynka o pojemności 32 nabojów dołączanego z lewej strony broni. Lufa w ażurowej osłonie metalowej z uchwytem na bagnet z prawej strony (do 1939 roku). Przyrządy celownicze mechaniczne, muszka na osłonie lufy i nastawny celownik krzywkowy.